# Artù (programma televisivo)
Artù è stato un programma televisivo comico condotto da Gene Gnocchi ed Elisabetta Canalis, andato in onda su Rai 2 il giovedì in seconda serata per due stagioni, andate in onda la prima nel 2007/2008 e la seconda nel 2008.

## Il programma
Il programma consisteva in una sorta di talk-show satirico, dove gli argomenti di attualità venivano affrontati in chiave grottesca e surreale con la complicità di ospiti improbabili.

## Edizioni
| Edizione | Anno      | Inizio       | Fine        | Conduzione                      |
| -------- | --------- | ------------ | ----------- | ------------------------------- |
| Prima    | 2007-2008 | 20 settembre | 10 aprile   | Gene Gnocchi                    |
| Seconda  | 2008      | 18 settembre | 20 novembre | Gene Gnocchi Elisabetta Canalis |

### Prima edizione
Gnocchi era affiancato da quattro vallette straniere, spesso coinvolte negli sketch proposti al pubblico: la brasiliana Nara Natividade, la domenicana Marysthell García Polanco, l'olandese Flo Bouma e la finlandese Jatta Kakkonen. Facevano parte del cast fisso del programma Laura Drzewicka, Paola Caruso e Francesca Fioretti. La prima edizione è andata in onda, su Rai 2, dal 20 settembre al 20 dicembre 2007 e dal 31 gennaio al 10 aprile 2008.

### Seconda edizione
Il programma nella seconda edizione continua ad andare in onda in seconda serata su Rai 2, ma cambia radicalmente la formula: prevede una co-conduzione tra Gene Gnocchi ed Elisabetta Canalis, inoltre il programma ha come valletta fissa Laura Forgia. La seconda edizione è andata in onda dal 18 settembre al 20 novembre 2008.